# Alliance des ordres de Saint-Jean
L’Alliance des ordres de Saint-Jean est une association internationale à but non lucratif, créé le 13 juin 1961, pour regrouper et organiser les différentes commanderies et ordres protestants se prévalant de l'ordre historique de Saint-Jean de Jérusalem et dont l'origine remonte à l'éclatement de l'Ordre en 1538 avec l'apparition du protestantisme dans l'ordre catholique. Le siège est à Berne auprès de la commanderie suisse.
Cette Alliance comprend :
- Ordre souverain militaire et hospitalier de Saint-Jean de Jérusalem, de Rhodes et de Malte
- Ordre protestant de Saint-Jean ou Der Brandebourg Balley des Ritterlichen Ordens Sankt Johannis vom Spital zu Jerusalem ou simplement Der Johanniterorden ;
- Ordre de Saint-Jean aux Pays-Bas ou Johanniter Orde in Nederland,
- Ordre suédois de Saint-Jean  ou Johanniterorden i Sverige ,
- Très vénérable ordre de Saint-Jean ou Most Venerable Order of the Hospital of Saint John of Jerusalem,

et quatre commanderies affiliées à l'ordre protestant de Saint-Jean :
- Commanderie finlandaise de Saint-Jean ou Johanniter Ridderskapet i Finland,
- Commanderie française de Saint-Jean,
- Commanderie suisse de Saint-Jean,
- Commanderie hongroise de Saint-Jean ou Johannitarend Magyar Tagozat.